# Садальський Станіслав Юрійович
Станіслав Юрійович Садальський (рос. Станисла́в Ю́рьевич Сада́льский; нар. 8 серпня 1951, с. Чкаловське, Чуваська АРСР, РРФСР, СРСР) — радянський і російський актор театру і кіно, теле- і радіоведучий, журналіст, блогер. Заслужений артист РРФСР (1991). Народний артист Грузії (2007). Почесний громадянин Грузії.
Фігурант бази даних центру «Миротворець». 

## Життєпис
Народився в родині викладачів. У 1973 році акінчив Державний інститут театрального мистецтва (ГІТІС).
Після закінчення ГІТІСу служив у трупі Московського театру «Современник» (1973—1981).
В кіно — з 1970 року. Зіграв понад сто ролей у телесеріалах та фільмах (переважно характерні та комедійні). Знімався у картинах українських кіностудій.

## Фільмографія
- «Місто першого кохання» (1970, Владик Сергєєв)
- «Телеграма» (1971, наречений (озвучив Роман Філіппов)
- «Хлопчики» (1971, Коля Бірюков)
- «Береги» (1973, Олексій Гуров)
- «Три дні в Москві» (1974, Герман Миколайович Коробков)
- «У день свята» (1978, Сергій, шахтар)
- «Кіт у мішку» (1978, Руслан Русланич, багатодітний батько)
- «Уявний хворий» (1979)
- «Осіння історія» (1979, Павло Гнатович Патютін («Тютя»)
- «Місце зустрічі змінити не можна» (1979, т/ф, Кирпич; Одеська кіностудія)
- «Про бідного гусара замовте слово» (1980, корнет Плетньов)
- «Ліс» (1980, Олексій Сергійович Буланов, гімназист)
- «Мелодія на два голоси» (1980)
- «Яблуко на долоні» (1981, Колька; Кіностудія ім. О. Довженка)
- «Всім — спасибі!» (1981)
- «Немухінські музиканти» (1981, директор музичної школи)
- «Бідна Маша» (1981)
- «Золоті черевички» (1981 Потяжкін, білогвардійський офіцер; Одеська кіностудія)
- «Шурочка» (1982, Пал Палич Веткин, офіцер)
- «Вокзал для двох» (1982)
- «Унікум» (1983, Китаєв)
- «Білі Роси» (1983, Мишка Кисіль)
- «Парк» (1983)
- «Гори, гори ясно...» (1983, Олексій, працівник фабрики)
- «Торпедоносці» (1983, старший лейтенант Дмитрієнко)
- «Без права на провал» (1984, артист Колєсов)
- «Петля» (1984, Зінченко; Кіностудія ім. О. Довженка)
- «Неймовірне парі, або Істинна пригода, що благополучно завершилася сто років тому» (1984)
- «Осінній подарунок фей» (1984)
- «Чужа дружина і чоловік під ліжком» (1984, Невідомий під ліжком)
- «Спокуса Дон Жуана» (1985, Сганарель; Одеська кіностудія)
- «Протистояння» (1985, Геннадій Ципкін)
- «Людина з акордеоном» (1985, Савелій Михайлович)
- «Політ в країну чудовиськ» (1986)
- «Потрібні люди» (1986, директор магазину хутра)
- «І ніхто на світі...» (1986, Кіностудія ім. О. Довженка)
- «Дуже страшна історія» (1986, дядько Гриша)
- «Моя люба» (1987, Сазонов; Кіностудія ім. О. Довженка)
- «Дама з папугою» (1988, Гена; Кіностудія ім. О. Довженка)
- «Презумпція невинності» (1988, Леонід Борисович Озеран, адміністратор групи)
- «Передай далі...» (1988, т/ф; Кіностудія ім. О. Довженка)
- «Велика гра» (1988, Папіньон)
- «Дві стріли. Детектив кам'яного століття» (1989, Красномовний)
- «Князь Удача Андрійович» (1989, Володимир Володимирович, племінник Шильникова, археолог)
- «Серце не камінь (фільм)» (1989, Костянтин Лукич Каркунов)
- «Фуфель» (т/ф, 1990; студії «Укртелефільм» та «Либідь»)
- «Спокуса Б.» (1990, Костянтин Курдюков, він же Басаврюк)
- «Аферисти» (1990, Рубік)
- «Кат» (1990, Віктор Еммануїлович Гольднер, лікар-нарколог; насильник)
- «Провінційний анекдот» (1990, т/ф, Кіностудія ім. О. Довженка)
- «Болотяна street, або Засіб проти сексу» (1991, Льова)
- «Дій, Маню!» (1991, м'ясник Вася)
- «Блукаючі зірки» (1991, за участю Одеської кіностудії)
- «Тридцятого знищити!» (1992, «Четвертий»)
- «Веселенька поїздка» (1994)
- «Сьома каблучка чаклунки» (1998, 4 с, відео; Росія—Україна)
- «Убивча сила 3» (2001)
- «Моя прекрасна нянька» (2004)
- «Три мушкетери» (2004, мюзикл, Ла Шене)
- «Парк радянського періоду» (2006)
- «Кроссмейстер» (2011)
- «З новим роком, мами!» (2012) та інших...